# Äskholm, Houtskär
Äskholm eller Äskeholm är en halvö i Finland. Den ligger i Houtskär i landskapet Egentliga Finland, i den sydvästra delen av landet, 210 km väster om huvudstaden Helsingfors. Äskholm utgör den norra delen av ön Själö.